# Aloe confusa
Aloe confusa ist eine Pflanzenart der Gattung der Aloen in der Unterfamilie der Affodillgewächse (Asphodeloideae). Das Artepitheton confusa stammt aus dem Lateinischen, bedeutet ‚verworren‘ und verweist darauf, dass die Art vorher unbekannt war.

## Beschreibung

### Vegetative Merkmale
Aloe confusa wächst stammbildend, verzweigt überwiegend von der Basis aus und bildet dichte, verwobene Massen mit einem Durchmesser von bis zu 4 Metern. Die niederliegenden oder hängenden Stämme erreichen eine Länge von bis zu 1 Meter und einen Durchmesser von 1,8 Zentimeter. Die lanzettlichen spitz zulaufenden, meist sichelförmigen Laubblätter sind entlang der Stämme auf 20 bis 30 Zentimetern zerstreut angeordnet. Die graugrüne Blattspreite ist bis zu 30 Zentimeter lang und 3 bis 4 Zentimeter breit. Auf der Blattunterseite befinden sich nahe der Basis meist wenige, kleine,  weißliche Flecken. Die Blattoberfläche ist glatt. Die festen, weißen Zähne am schmalen, weißen, knorpeligen Blattrand sind 1 bis 2 Millimeter lang und stehen etwa 10 bis 15 Millimeter voneinander entfernt. Die in der Regel grün gestreiften Blattscheiden sind etwa 15 Millimeter lang und gelegentlich gefleckt. Der Blattsaft ist gelb und wird an der Luft schnell tiefpurpurfarben.

### Blütenstände und Blüten
Der schiefe Blütenstand ist einfach oder besteht aus zwei bis drei Zweigen. Er erreicht eine Länge von etwa 45 Zentimeter. Die ziemlich dichten, zylindrisch lang zugespitzten, aufrechten Trauben sind 10 bis 20 Zentimeter lang und 7 Zentimeter breit. Die deltoid lang zugespitzten Brakteen weisen eine Länge von 4 bis 7 Millimeter auf und sind 2 bis 3 Millimeter breit. Die gelben, gelegentlich roten Blüten stehen an 12 bis 15 Millimeter langen Blütenstielen. Die Blüten sind etwa 25 bis 30 Millimeter lang und an ihrer Basis kurz verschmälert. Auf Höhe des Fruchtknotens weisen die Blüten einen Durchmesser von etwa 6 Millimeter auf. Darüber sind sie leicht verengt und schließlich zur Mündung leicht erweitert. Ihre äußeren Perigonblätter sind auf einer Länge von 11 Millimetern nicht miteinander verwachsen. Die Staubblätter und der Griffel ragen etwa 3 bis 4 Millimeter aus der Blüte heraus.

### Genetik
Die Chromosomenzahl beträgt {\displaystyle 2n=14}.

## Systematik und Verbreitung
Aloe confusa ist in Kenia und Tansania am Fuß des Kilimandscharo auf Felshängen und Felswänden in Höhen von 885 bis 1000 Metern verbreitet.
Die Erstbeschreibung durch Adolf Engler wurde 1895 veröffentlicht.

## Nachweise